# Pisa (Griechenland)
Pisa (altgriechisch Πῖσα) war der Name einer antiken Landschaft im westlichen Teil der Peloponnes – eine Stadt dieses Namens hat es dort nicht gegeben. 
Das von der dörflichen Kleinlandschaft Pisa kontrollierte Gebiet wurde später in künstlicher Ableitung Pisatis genannt. Dieses Gebiet beinhaltete Olympia, den Wettkampfplatz der Olympischen Spiele der Antike.
Pisa wurde von Elis im Jahr 572 v. Chr. unterworfen, das unmittelbar Elis eingegliederte Gebiet in der Folge als Pisatis bezeichnet. Autoren hellenistischer Zeit benutzten den Begriff in je eigener Definition hinsichtlich der Ausdehnung und genauen Lage des gemeinten Gebietes.
Pisa war bis zur Zerstörung durch Elis verantwortlich für die Leitung des Heiligtums von Olympia und die Durchführung der Spiele. Im Jahr 365 v. Chr. wurde Pisa für kurze Zeit mit Hilfe der Arkader wiederbelebt und richtete 364 v. Chr. noch einmal die Spiele aus, in deren Verlauf es zu einer Schlacht auf der Altis des Heiligtums kam. Wenig später wurde die Pisatis erneut und endgültig von Elis unterworfen. 
Im Mythos galt Pisa als der Geburtsort der Quellnymphe Arethusa. Der moderne Ort Archea Pisa gehört zur Gemeinde Archea Olymbia.